# Evangelický kostel (Babiak)
Bývalý evangelický kostel v Babiaku je nemovitá kulturní památka ve vesnici Babiak ve gmině Babiak v okrese Koło ve Velkopolském vojvodství.
Kostel byl vystavěn v pozdně klasicistním slohu v roce 1823 německými přistěhovalci.
Na jižní fasádě se nachází portikus se čtyřmi sloupy, nesoucími trojúhelníkový fronton. Kostel byl původně vybaven i dřevěnou věžičkou, která však již nestojí.
Po druhé světové válce byl kostel užíván jako skladiště. Od roku 1969 je v seznamu kulturních památek (zabytków). Roku 1998 byl adaptován na prodejnu potravin; v současnosti  patří do sítě prodejen Lewiatan.